# Каралева (Грама Ніладхарі)
Грама Ніладхарі Каралева (№ W/27F) — Грама Ніладхарі підрозділу ОС Дамана, округ Ампара, Східна провінція, Шрі-Ланка.

## Демографія
| Населення (2007) | Населення (2007) | Населення (2007) | Населення (2007) | Населення (2007) |
| Населення        | Чоловіки         | Жінки            | Діти             | Дорослі          |
| ---------------- | ---------------- | ---------------- | ---------------- | ---------------- |
| 2217             | 1102             | 1115             | 698              | 1519             |